# Mobilier cauchois

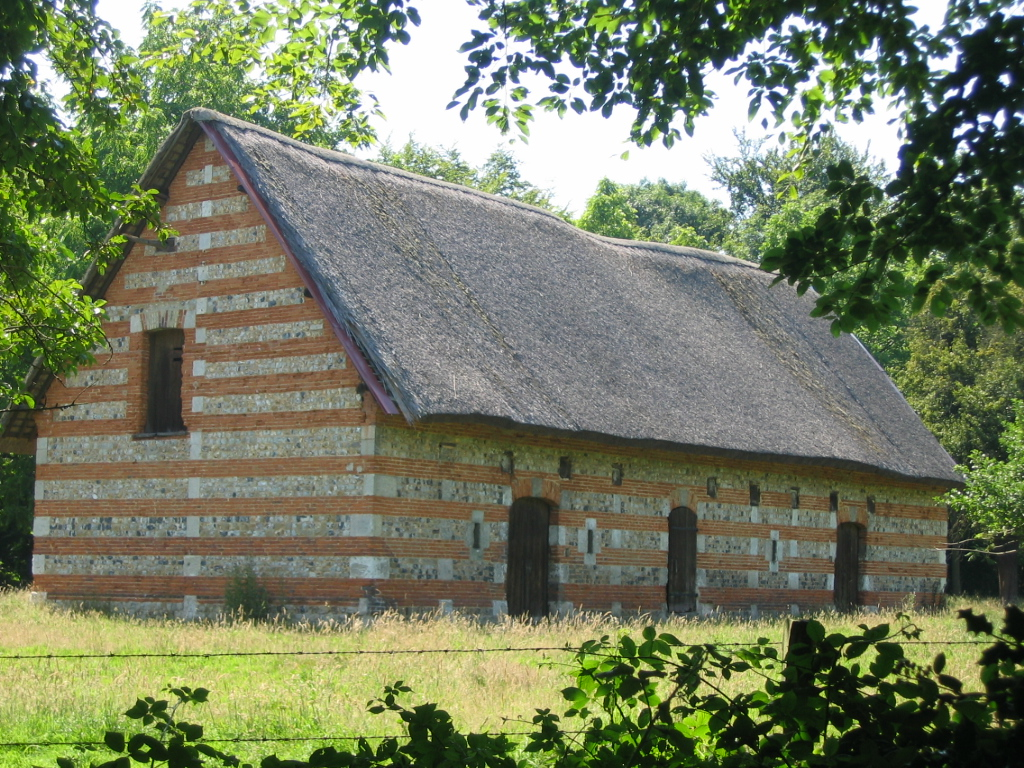
Une ferme cauchoise

Le mobilier cauchois est le mobilier du pays de Caux. 
C’est au XVIIIe siècle que le meuble trouve son identité et son originalité en pays de Caux. Il devient notamment un des meubles français les plus chargés en ornementation. Avant cette période, l’ensemble du mobilier cauchois pouvait se confondre avec celui des autres provinces.

## Histoire
Meubles simples au départ (huches, coffres, bahuts, buffets), les lignes tendent au XVIIIe siècle et principalement sous Louis XV à s’assouplir, les pieds se terminent en volutes, les traverses sont plus chantournées et les corniches se cintrent pour devenir par exemple à chapeau de gendarme. Le mobilier garde cet aspect jusqu’à la fin du XIXe siècle. Ne dit-on pas « Bâti comme une armoire normande » ? Le mobilier cauchois est avant tout robuste et fonctionnel. Les artisans ont négligé des ouvrages d’apparats, très en vogue à l’époque dans la capitale, pour se consacrer, comme leur demandaient leurs clients, sur un mobilier plus utilitaire, avec très souvent une richesse de sculpture correspondant à la situation sociale du client.
À la fin du XVIIIe siècle et au début du XIXe siècle, beaucoup d’ateliers se créent en pays de Caux. Alors que Fécamp est un des centres les plus renommés, Yvetot, Fauville, Montivilliers, Criquetot-l'Esneval, Saint-Valery-en-Caux produisent également du mobilier, sans parler des nombreux artisans qui exécutent parfois avec beaucoup de talent des meubles plus simples.

## L'armoire
On ne peut pas parler de meubles cauchois sans évoquer l’armoire. Pièce maîtresse des intérieurs, spécifique suivant son origine géographique, l’armoire était, dit-on, exécutée suivant un ordre bien établi. Le père de famille abattait à la naissance d’une fille un des plus beaux chênes de sa propriété. Cet arbre était alors fendu, non scié, puis débité en rayons modulaires afin d’obtenir les mailles mouvementées dénommées « merrain » qui mettront en valeur les panneaux du meuble. Le bois était alors entreposé afin d’être utilisé le moment venu pour l’exécution de l’armoire. On peut supposer que, dans la réalité, le bois devait être importé du Centre ou de Prusse afin d’être d’une excellente qualité.
Quelque temps avant le mariage, un rendez-vous était pris avec le sculpteur, qui présentait toute une gamme de poncifs, c’est-à-dire de modèles d’attributs symboliques comme des colombes, serpents, cornes d’abondance, gerbes de blé, paniers fleuris, instruments de musique, instruments de chasse... Chaque client déterminant son choix en fonction de sa personnalité et de ses moyens. Le prix de l’armoire était établi en fonction de la sculpture. Pour Fécamp par exemple, il existait différentes catégories : le modèle à une, deux, trois, quatre, cinq roses et même plus, le prix étant établi en fonction du nombre de roses sculptées autour des médaillons des portes. Le jour de l’installation de la toute jeune mariée, l’armoire était livrée dans la nouvelle demeure en même temps que le trousseau, le rouet et les affaires personnelles.

## Le buffet
Le mobilier cauchois est riche d’autres ouvrages : d’abord le buffet toujours à 2 corps dont la partie supérieure est une porte pleine ou porte vitrée.
Dans son ornementation et sa sculpture ainsi que sa forme en chapeau de gendarme, le buffet s’apparente à l’armoire. Mais alors que l’armoire cauchoise rend volontiers hommage à Vénus, le buffet cauchois, quant à lui, glorifie Cérès ou Bacchus. La corbeille centrale du buffet peut comporter, au milieu des roses et autres fleurs, des pommes et des grenades (symboles de fécondité). Sur les portes du haut, on peut voir, entre les fleurs, des pommes, parfois des noix, des poires, des fraises et du raisin (qui poussait en pays de Caux jusqu’au début du XIXe siècle). Sur les portes basses, on distingue des cornes d’abondance d’où jaillissent des roses et des pommes. Lorsqu’ils sont originaires de Bolbec, les buffets ont la particularité d’avoir une traverse droite non chantournée, ou petit bois, dans le milieu de la vitre des portes hautes. Le buffet cauchois simple de cuisine est à volute.
Il a été exécuté beaucoup moins de buffets sculptés que d’armoires. En effet, le buffet faisait partie de l’apport du futur marié qui était sans doute préoccupé par des achats plus « sérieux » (cheptel, matériel agricole) et qui se contentait donc d’un buffet plus simple quand ses moyens financiers n’étaient pas importants.
La fabrication des buffets a duré jusqu’au début de la Première Guerre mondiale.

## Le vaisselier
Le vaisselier ou palier est un buffet bas dont la partie supérieure est caractérisée par des galines à balustres, sur lesquelles prend place la vaisselle d’apparat : on y place des pièces rares telles que les assiettes au chinois et coqs de Strasbourg, les beaux plats de Forges-les-Eaux ou les faïences du Havre (fabrique de Casimir de la Vigne).

## Le faux palier
Le faux palier est généralement en sapin. Il diffère du vaisselier par ses côtés qui, au lieu de reposer sur un bas de buffet, se prolongent jusqu'au sol. Il est fixé au mur par des pattes fiches. Il reçoit la vaisselle d'usage courant, les plats à douillons, les cruches à cidre d'argile ou de grès sur la partie supérieure et sur la partie inférieure le « pucheux » et les seaux à eau récurés.

## L'horloge
Il existe différents types d’horloge : la demoiselle, la forme violon, la forme cercueil, la forme droite, et plus tardivement l’horloge à grand balancier dite d’Yvetot simple ou à plis de serviette. Son cadran (importé du Jura ainsi que son balancier de forme lyre) est en cuivre repoussé à décors de fleurs, épis de blés ou de paons. Comme le buffet, ce modèle d’horloge s’est fabriqué jusqu’à environ 1920. Dans les horloges plus anciennes, on trouve les horloges de Saint-Nicolas-d'Aliermont, de Dieppe ou de Beaubec. Elles sont dépourvues de corniches mais découpées avec un maniérisme et sculptées avec une minutie qui s’apparente à l’habileté des ivoiriers dieppois. Les modèles de Beaubec étaient réalisés par une même famille, les hommes exécutant l’ébénisterie et, chose rare, les femmes effectuant la sculpture.
Les autres types d’horloge sont généralement pourvus de cadrans unis, ou à pièces, fondus en cuivre, émaillés sur cuivre et sur terre ou encore plus rarement en étain gravé. Au XVIIIe siècle, un fronton surmonte les horloges, sur lequel figure le coq traditionnel. Plus tard, on voit figurer dans les frontons l’écu de France surmonté d’un coq plus grand que celui de l’époque Louis XIV. La plupart de ces écus ont été détériorés pendant la Révolution.
Au XIXe siècle, le nom de l’horloge figure sur le cadran. Les mouvements et les balanciers sont comtois, d’où le nom de comtoises. La plupart des horlogers les faisaient venir de Franche-Comté, en même temps que les dorures à décors de soleil, de scènes de labours, ou de scènes religieuses. En ce qui concerne les petits balanciers, la tige était articulée pour en faciliter le transport, et permettre ainsi à certains colporteurs de les distribuer à travers le pays. Parmi les noms d’horlogers figurant sur les cadrans, on peut citer Mangard à Ourville-en-Caux, Delalandre à Sassetot-le-Mauconduit, Lebourg à Vittefleur, Lenbourg à Cany-Barville, Langlois à Saint-Valery-en-Caux, Legrand à Fauville, Baube à Yerville, Hangard à Héricourt-en-Caux, Biard (oncle et neveu), Pringarde, Vimard, Grossin, Carpentier (père fils) à Doudeville.

## La bonnetière
La bonnetière date de la fin du XVIIIe siècle et fut spécialement établie pour contenir les fameuses coiffes. Ces meubles furent construits dans les régions où les coiffes étaient les plus riches, c'est-à-dire dans les régions de Limpiville, Fauville, Yvetot, Bolbec et Caudebec-en-Caux. Ce meuble, très rare, se présentait dans sa partie supérieure comme une armoire, et dans sa partie inférieure comme une commode, généralement à trois tiroirs. C'est dans ces tiroirs que s'empilaient les châles, fichus, aunes de dentelles de Valenciennes. Il ne faut pas confondre ce meuble avec la plupart des bonnetières que l'on trouve actuellement formées d'une porte d'armoire et de deux côtés.

## Le coffre
Ce meuble de rangement, ancêtre de l'armoire, remonte au XIIIe siècle et son emploi persistera jusqu'à la fin du XVIIe siècle. Au départ, le coffre est un meuble rudimentaire en planches grossières et à dessus bombé avec très souvent des armatures et des pentures en fer forgé. Dans des périodes peu sûres et troubles, il pouvait être déménagé assez rapidement. Plus tard, vers le XIVe siècle et le XVe siècle, le coffre étant monté sur pieds, les armatures de fer disparaissent pour faire place à divers assemblages, à l'intérieur desquels viendront s'incorporer des panneaux de bois, simples ou sculptés. En pays de Caux, au XVIe siècle ont été exécutés des coffres dits « de mariage ». Ces coffres, formés de panneaux incorporés entre des balustres, sont composés en leur centre d'un panneau ayant généralement pour motif, habilement sculpté, une scène mythologique ou païenne (représentant par exemple une femme dénudée sur un char).
On retrouve dans le travail de ces meubles des éléments d'ornementation de style Renaissance, tels que la plume, la tête de chérubin ailé, le mufle du lion avec toujours en fond sur les moulures rinceaux et motifs végétaux qui viennent garnir l'ensemble du meuble. Parfois, des incrustations de bois précieux ou de pierre complètent le tout.

## Le lit
Le lit n'est pas luxueux et il est peu confortable, excepté dans quelques riches familles dotées d'un lit alcôve. Le lit alcôve ressemble à une cage avec quatre montants d'angle réunis au sommet et à la base par des traverses, celles du haut formant une frise. Il est fermé par des rideaux en toile de Jouy ou en indienne. Ce meuble généralement en sapin ou en chêne est très peu sculpté. Au XIXe siècle, c'est la grande vogue du lit à rouleau, ou bateau, mais celui-ci n'a rien de spécifiquement cauchois.

## Les sièges et les tables
Les sièges et tables sont souvent en bois tournés avec des sculptures gravées (scènes champêtres, ornements et symboles) et dessus paillés en couleurs vives.
La table, souvent accompagnée de bancs, est appelée « trot’cat », en raison de sa barre inférieure sur laquelle vient se promener le chat domestique. Contrairement à ce que l’on pourrait croire, le plateau de la table en chêne ou en orme est peu épais (2 à 3 cm) sauf sur certaines tables de chasse ou d’office de quelques grandes maisons bourgeoises.